# Ovidiu Anton
Ovidiu Anton (Boekarest, 24 februari 1983) is een Roemeens zanger.

## Biografie
Anton werd geboren in de Roemeense hoofdstad Boekarerst en studeerde aldaar gitaar en piano aan de muziekschool. Op vijftienjarige leeftijd stichtte hij de band Carpe Diem, waarmee hij vier jaar lang doorheen het land trok. In 2005 vertegenwoordigde hij zijn land op Cerbul de Aur. Van 2008 tot 2012 is hij zanger in de band Pasager. Met Pasager nam hij in 2010 deel aan Selecția Națională, de Roemeense nationale preselectie voor het Eurovisiesongfestival. Pasager eindigde puntenloos laatste. Zes jaar later waagde hij opnieuw zijn kans, ditmaal solo. Met het nummer Moment of silence won hij de nationale finale, waardoor hij zijn vaderland zou mogen vertegenwoordigen op het Eurovisiesongfestival 2016. Roemenië werd dat jaar echter uitgesloten vanwege achterstallige betalingen. Antons lied stond op dat moment al wel op de officiële cd en op de digitale kanalen van de EBU. Die besloot dat ook zo te laten.